# Napheesa Collier
Napheesa Collier (O'Fallon, 23 settembre 1996) è una cestista statunitense, professionista nella WNBA.

## Carriera
È stata selezionata dalle Minnesota Lynx al primo giro del Draft WNBA 2019 con la 6ª chiamata assoluta.

## Statistiche

### College
| Anno       | Squadra       | PG  | PT  | MP   | TC%  | 3P%  | TL%  | RP   | AP  | PRP | SP  | PP   |
| ---------- | ------------- | --- | --- | ---- | ---- | ---- | ---- | ---- | --- | --- | --- | ---- |
| 2015-2016† | UConn Huskies | 38  | 9   | 17,2 | 53,3 | 15,4 | 91,7 | 5,2  | 0,9 | 1,3 | 1,2 | 6,8  |
| 2016-2017  | UConn Huskies | 37  | 37  | 30,2 | 67,8 | 43,1 | 81,8 | 9,1  | 2,2 | 1,7 | 2,1 | 20,4 |
| 2017-2018  | UConn Huskies | 37  | 37  | 28,8 | 58,3 | 34,4 | 78,6 | 7,4  | 3,3 | 1,6 | 1,7 | 16,1 |
| 2018-2019  | UConn Huskies | 38  | 38  | 33,3 | 61,2 | 28,3 | 69,7 | 10,8 | 3,5 | 1,5 | 1,7 | 20,8 |
| Carriera   | Carriera      | 150 | 121 | 27,3 | 61,3 | 33,7 | 77,3 | 8,1  | 2,5 | 1,5 | 1,7 | 16,0 |

### WNBA

#### Regular Season
| Anno     | Squadra        | PG  | PT  | MP   | TC%  | 3P%  | TL%  | RP  | AP  | PRP | SP  | PP   |
| -------- | -------------- | --- | --- | ---- | ---- | ---- | ---- | --- | --- | --- | --- | ---- |
| 2019     | Minnesota Lynx | 34  | 34  | 33,3 | 49,0 | 36,1 | 79,2 | 6,6 | 2,6 | 1,9 | 0,9 | 13,1 |
| 2020     | Minnesota Lynx | 22  | 22  | 34,2 | 52,3 | 40,8 | 82,9 | 9,0 | 3,3 | 1,8 | 1,3 | 16,1 |
| 2021     | Minnesota Lynx | 29  | 29  | 34,6 | 44,1 | 25,3 | 86,0 | 6,6 | 3,2 | 1,3 | 1,3 | 16,2 |
| 2022     | Minnesota Lynx | 4   | 4   | 22,8 | 42,3 | 28,6 | 71,4 | 3,0 | 1,0 | 0,5 | 0,3 | 7,3  |
| 2023     | Minnesota Lynx | 37  | 37  | 33,5 | 48,5 | 29,8 | 84,0 | 8,5 | 2,5 | 1,6 | 1,2 | 21,5 |
| 2024     | Minnesota Lynx | 34  | 34  | 34,7 | 49,2 | 31,0 | 80,4 | 9,7 | 3,4 | 1,9 | 1,4 | 20,4 |
| Carriera | Carriera       | 160 | 160 | 33,7 | 48,4 | 31,9 | 82,7 | 7,9 | 2,9 | 1,7 | 1,2 | 17,5 |

#### Playoffs
| Anno     | Squadra        | PG | PT | MP   | TC%  | 3P%  | TL%  | RP   | AP  | PRP | SP  | PP   |
| -------- | -------------- | -- | -- | ---- | ---- | ---- | ---- | ---- | --- | --- | --- | ---- |
| 2019     | Minnesota Lynx | 1  | 1  | 38,0 | 72,7 | 33,3 | 50,0 | 10,0 | 3,0 | 2,0 | 1,0 | 19,0 |
| 2020     | Minnesota Lynx | 4  | 4  | 34,3 | 50,0 | 53,8 | 62,5 | 9,0  | 3,0 | 0,5 | 2,5 | 16,5 |
| 2021     | Minnesota Lynx | 1  | 1  | 35,0 | 27,3 | 100  | -    | 4,0  | 2,0 | 3,0 | 0,0 | 8,0  |
| 2023     | Minnesota Lynx | 3  | 3  | 36,0 | 50,9 | 33,3 | 86,7 | 8,0  | 1,7 | 0,7 | 1,3 | 23,7 |
| 2024     | Minnesota Lynx | 12 | 12 | 38,8 | 52,5 | 41,4 | 84,7 | 8,9  | 3,3 | 2,1 | 1,9 | 23,8 |
| Carriera | Carriera       | 21 | 21 | 37,3 | 51,7 | 45,3 | 81,8 | 8,6  | 3,0 | 1,6 | 1,8 | 21,4 |

## Palmarès
- Campionessa NCAA (2016)
- WNBA Defensive Player of the Year Award (2024)
- 2x All-WNBA First Team (2023, 2024)
- 1x All-WNBA Second Team (2020)
- 1x WNBA All-Defensive First Team (2024)
- 2x WNBA All-Defensive Second Team (2020, 2023)
- WNBA Rookie of the Year (2019)
- WNBA All-Rookie First Team (2019)